# Yipsy Ojeda
Yipsy Ojeda (Santiago, Chile, 16 de mayo de 1991) es una futbolista chilena. Juega de centrocampista y su equipo actual es el CD Femarguín de la Segunda Federación Femenina.

## Clubes

### Categorías juveniles
| Club                 | País  | Año       |
| -------------------- | ----- | --------- |
| Universidad de Chile | Chile | 2003-2004 |
| Colo-Colo            | Chile | 2008-2009 |

### Adulta
| Club                 | País     | Año           |
| -------------------- | -------- | ------------- |
| Colo-Colo            | Chile    | 2010-2014     |
| Santiago Morning     | Chile    | 2015-2016     |
| Universidad de Chile | Chile    | 2016-2017     |
| Cúcuta Deportivo     | Colombia | 2018          |
| Universidad de Chile | Chile    | 2018          |
| 3B da Amazônia       | Brasil   | 2019          |
| CFF Cáceres          | España   | 2019-2021     |
| Santa Teresa CD      | España   | 2021          |
| CD Parquesol         | España   | 2021          |
| CD Femarguín         | España   | 2022-presente |